# 河洛文化旅游节
河洛文化旅游节是河南省洛阳市政府为弘扬河洛文化，促进洛阳旅游业发展而于每年秋季举办的节会。

## 历史
河洛文化旅游节自2004年9月举办以来，已经连续举办了八届。洛阳是河洛文化的发源地，河洛文化南播闽台，通过举办河洛文化旅游节，拉近了中原河南与闽台的距离，也对洛阳的旅游业的发展起到了促进作用。